# Vautrin Lud
Pour les articles homonymes, voir Lud (homonymie).
Pour les autres membres de la famille, voir Famille Lud.
Né à Saint-Dié en 1448 et mort dans cette ville en 1527, le chanoine Vautrin Lud fut également maître général des mines de Lorraine, mais c’est surtout en tant que créateur du Gymnase vosgien que son nom est passé à la postérité.
À noter que son prénom présente quelques variantes : Vautrin, mais aussi Gautier, Gauthier, Gaultier, Gualterus, voire Walther en allemand. Son patronyme Lud est dérivé de Ludovic.

## Une famille très proche du duc de Lorraine
La mère de Vautrin Lud, Jeanne d’Ainvaux, dame de la Warde de Wisembach, est originaire de Saint-Dié. Son père est d’origine alsacienne, issu d’une famille de Pfaffenhoffen qui s’est mise au service du duc René II de Lorraine.
Son frère aîné Johannes Lud de Pfaffenhoffen (ou Jean) devient le secrétaire du duc dès 1465 et se trouve aussi à ses côtés lors de la bataille de Nancy en 1477. Grâce à sa connaissance de l'allemand, il est nommé maître général des mines de Lorraine en 1485. Leur autre frère, Nicolas (I), exercera aussi les fonctions de secrétaire du duc.
Le neveu de Vautrin et fils de Johannes, Nicolas Lud, succède à son père dans sa fonction de secrétaire ducal en 1490. Il réside à Saint-Dié et devient l’un des proches collaborateurs de son oncle Vautrin, et membre du Gymnase vosgien. L’imprimerie de cette société savante est dans sa maison.
En 1480 Vautrin Lud lui-même est d’abord le chapelain de René II et également son secrétaire – une fonction qu’exercera aussi son neveu Nicolas Lud en 1490. Quatre ans plus tard, grâce aux appuis du duc, il est nommé chanoine de l’insigne église de sa ville natale.

## Au service de l’Église
À Saint-Dié, Vautrin Lud est à l’origine de la fête de la Présentation de la Vierge au Temple. Depuis 1494, le 21 novembre de chaque année, des acteurs – de jeunes enfants revêtus de riches costumes – interprètent cette scène.
Soucieux d’accueillir les malades atteints de la peste, il fait aussi ériger à ses frais une chapelle ainsi qu’une ferme attenante sur la colline d’Ortimont au nord de la ville. Dans une clef de voûte du chœur on peut apercevoir le blason sculpté de Vautrin Lud. Cet oratoire, alors appelé Notre-Dame de la Consolation, est connu aujourd’hui sous le nom de chapelle Saint-Roch, en hommage au saint patron des pestiférés.

## Les mines ducales

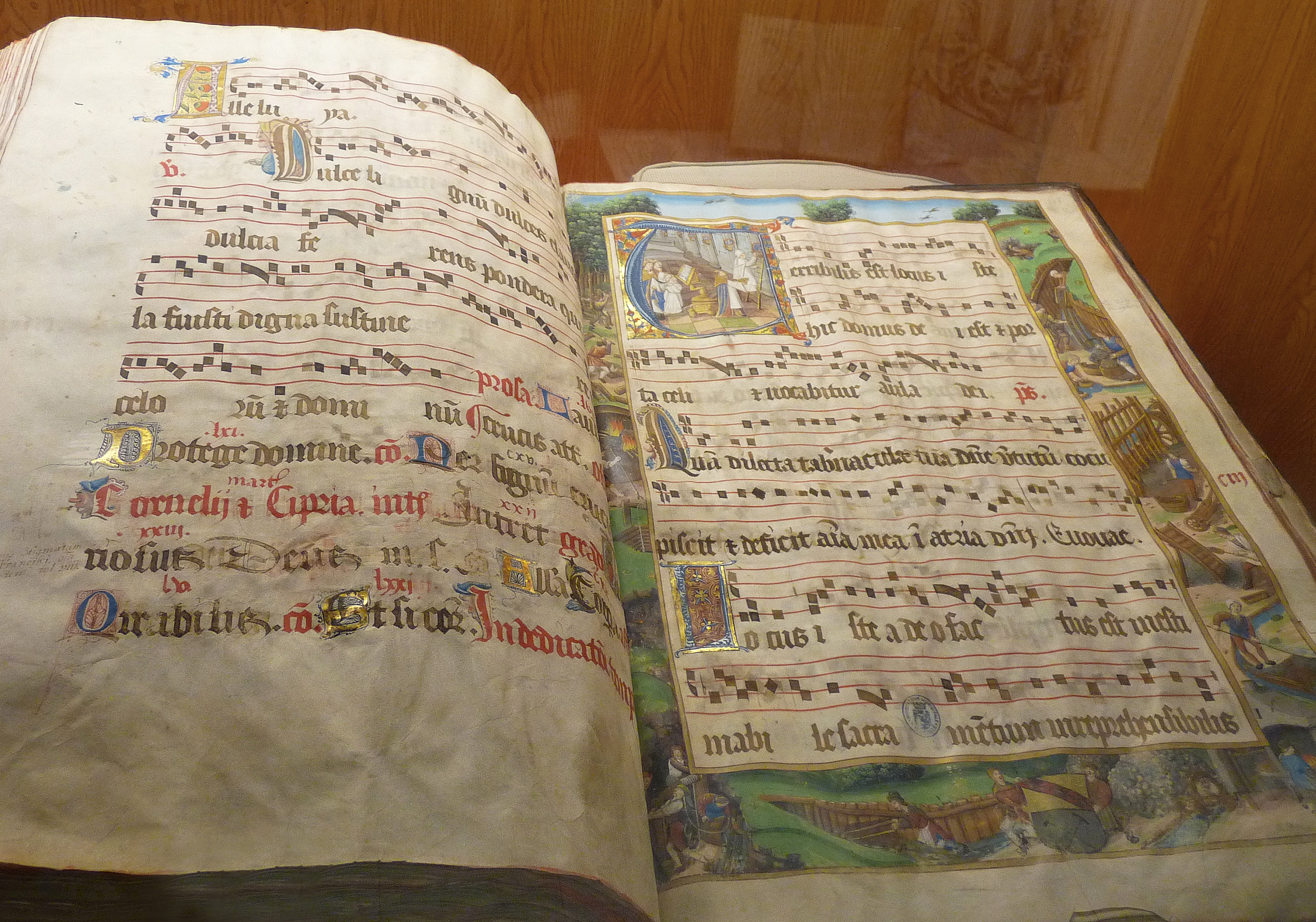
Graduel de la collégiale de Saint-Dié

En 1504 le chanoine obtient la charge de maître général des mines de Lorraine, succédant ainsi à son frère Johannes à la disparition de celui-ci. Jusqu’à sa mort en 1527, il conserve cette charge, qui passe alors à son neveu Jean (II), fils de son frère Nicolas (I). L’acte de nomination de Vautrin Lud est conservé aux Archives départementales de Meurthe-et-Moselle.
Fort de cette fonction, il offre deux des 22 pages enluminées du Graduel de chœur du chapitre de Saint-Dié, un livre de chants de 371 feuillets manuscrits en caractères gothiques sur papier velin. L’une retrace la vie de sainte Barbe, l’autre les travaux d’extraction et d’exploitation du minerai d’argent dans les alentours, peut-être à La Croix-aux-Mines ou dans le hameau du Chipal, selon les sources. La fête de la Dédicace, que Vautrin Lud introduisit à Saint-Dié est représentée dans l’initiale de cette page, et ses armoiries de maître général des mines sont reproduites dans le bas. Aujourd’hui on peut consulter ce graduel de taille respectable (75 × 54 cm) dans la salle du Trésor de la médiathèque Victor-Hugo de Saint-Dié-des-Vosges, où il a  également été numérisé.
En 1505 les confrères du chanoine le choisissent comme sonrier de la ville, ce qui lui confère des pouvoirs d’administration et de justice sur la partie de la ville qui dépend du chapitre.

## La création du Gymnase vosgien
Au tournant du siècle Saint-Dié va devenir un haut-lieu de l’humanisme en Europe, lorsque Vautrin Lud crée, sous la protection de René II, une école ecclésiastique directement rattachée à Rome, le Gymnase vosgien (Gymnasium Vosagense). Cette fondation est le plus souvent située en 1490 (sources?), mais d’autres sources suggèrent une date un peu plus tardive (vers 1500).
Tout en assurant sa mission d’enseignement, nourrie de courants aussi divers que le mouvement de la Dévotion moderne (sources ?), l’humanisme alsacien ou les apports de la Renaissance italienne, le Gymnase dispose également d’un atelier d’imprimerie que Vautrin Lud a installé dans la maison canoniale de son neveu Nicolas. Rebâti après l’incendie de 1555, l’immeuble fut désigné arbitrairement en 1911 comme « La maison du baptême de l’Amérique », avant d’être détruit à son tour en 1944.
Outre ce neveu, surtout chargé de surveiller les travaux d’imprimerie, Vautrin Lud s’entoure de plusieurs érudits, tels que Jean Basin de Sandaucourt, éminent latiniste et curé de Wisembach, l’humaniste alsacien Mathias Ringmann, auteur d’une grammaire latine illustrée, et surtout le cartographe allemand Martin Waldseemüller, qu’il va chercher à Strasbourg, car il compte sur lui pour illustrer un projet qui lui tient à cœur : une nouvelle édition de la Geographia de Ptolémée qui prendrait en compte les récentes découvertes décrites par Amerigo Vespucci.

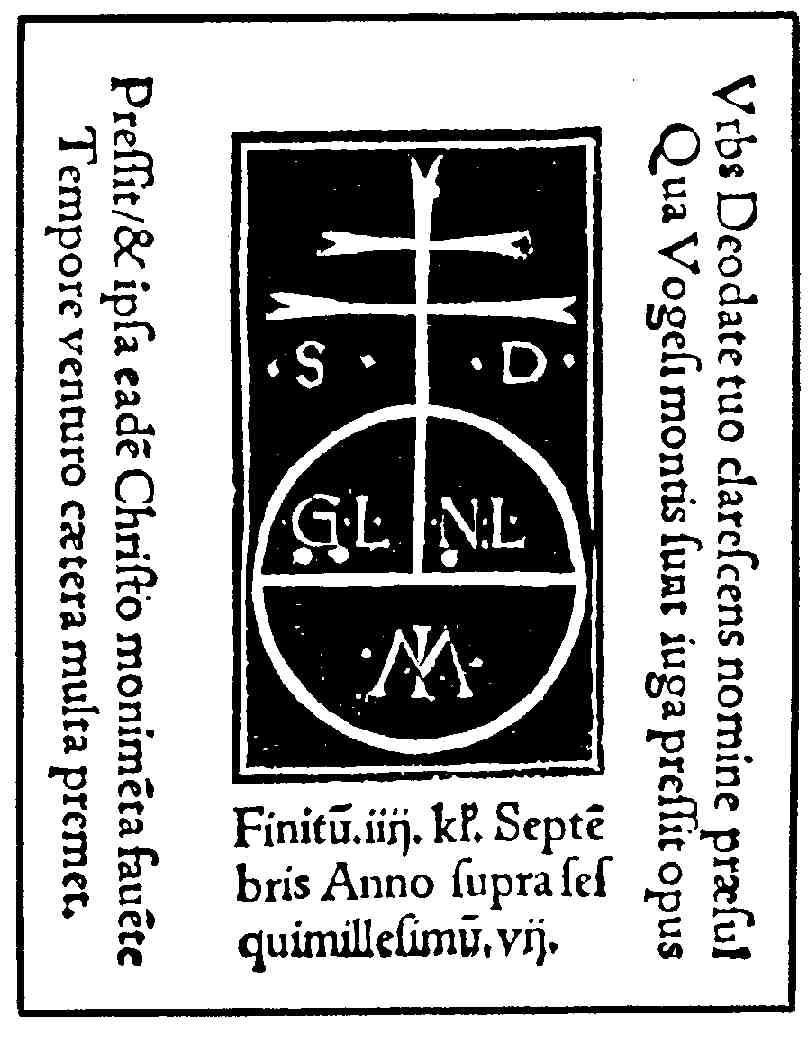
Marque d'imprimerie.

Sa marque d’imprimerie, qui apparaîtra notamment sur la Cosmographiae introductio, comporte en effet les initiales SD pour Sanctus Deodatus (Saint Dié), GL pour Gualtherus (soit Gaut(h)ier ou Vautrin) Lud(d), NL pour Nicolaus Lud(d) et MI pour Martinus Ilacomilus (Martin Waldseemüller).
Féru d’astronomie et de géographie, le chanoine Vautrin Lud met lui-même au point une sorte de projection stéréographique du globe terrestre et des sphères célestes. Il explique ce procédé dans un traité, accompagné d’un disque mobile, le Speculi orbis succinctiss. sed neque pœnitenda neque inelegans Declaratio et Canon, qu’il fait imprimer une première fois chez Johann  Grüninger à Strasbourg en 1507. Une nouvelle édition est publiée en 1512 par le même imprimeur, sous le titre Declaratio speculi orbis compositi a Gualtero Lud, canonico Deodatensi, en supplément à la Margarita philosophica de Gregor Reisch (parfois désigné sous le nom de Grégoire Reich).
Connaissant l'intérêt de Lud pour la cartographie, intérêt qu'il partage avec lui, le duc de Lorraine lui confie une carte marine qu’il vient de recevoir du Portugal, ainsi qu’une version en français du récit des quatre voyages effectués de l’autre côté de l’Atlantique par le marchand et navigateur florentin Amerigo Vespucci, récits qui affirment la découverte d’un continent nouveau. Le chanoine est chargé de les faire traduire en latin, ce que Jean Basin, connu pour sa parfaite connaissance du latin littéraire, fait avec élégance dans la seconde partie de la Cosmographiae introductio.
Ce livret explicatif accompagne une grande carte du monde, Universalis cosmographia, sur laquelle apparaît pour la première fois la désignation America. Ce baptême officiel du nouveau monde vaudra à Saint-Dié le surnom de « Marraine de l’Amérique ».
D’autres ouvrages sont imprimés, entre 1507 et 1510. Cependant, en 1511, Mathias Ringmann, helléniste aux multiples talents, mais également technicien de l’imprimerie, meurt subitement à 29 ans, et sa disparition prématurée met l’entreprise en péril. En outre Vautrin Lud est confronté à de sérieuses difficultés financières, notamment liées à la perte d’exploitation de sa part de mine, et doit engager ses propres revenus pour régler des sommes dues à deux adjudicataires.
Il est ainsi contraint de vendre l’ensemble de ses travaux de géographie (traductions, planches gravées) à deux avocats strasbourgeois. Il doit aussi renoncer à imprimer comme il le souhaitait les cartes dessinées par Martin Waldseemüller pour la Geographia de Ptolémée, en particulier la première carte connue de Lorraine (voir Histoire de la Lorraine). C’est le Strasbourgeois Jean Schott qui se chargera de cette publication en 1513.
Les membres du Gymnase vosgien disparaissent les uns après les autres : Martin Waldseemüller meurt en 1520, Jean Basin en 1523, et enfin Vautrin Lud lui-même en 1527.
Une partie du testament de Vautrin Lud (celle obligatoirement déposée dans les archives du chapitre) est conservée à la médiathèque Victor-Hugo de Saint-Dié-des-Vosges. Il s’agit de 53 lignes manuscrites sur parchemin datées de 1526.
Les travaux de l’historien et conservateur Albert Ronsin, dans les années 1960, ont beaucoup contribué à la redécouverte de cet humaniste lorrain.

## Postérité
Un collège de Saint-Dié porte son nom.

## Le prix Vautrin Lud
Dans le cadre du Festival international de géographie de Saint-Dié-des-Vosges un jury de cinq spécialistes (à l’instar des cinq membres du Gymnase Vosgien) attribue chaque année le prix Vautrin-Lud à une personnalité éminente du champ de la géographie. Il s’agit de la plus haute distinction dans cette discipline, pour laquelle il n’existe pas de prix Nobel.